# 고향 (소설)
〈고향〉은 현진건의 사실주의 단편소설로써 일제강점기에 의한 한민족의 비참한 삶을 그려내고 있다. 1926년  『조선일보』에 〈그의 얼굴〉이란 제목으로 발표되었다. 이후 단편집 《조선의 얼굴》에 재수록 되면서 제목이 〈고향〉으로 변경되었다. 사실적인 표현 형식과 기법이 특징이다.

## 줄거리
'나'는 서울행 기차 안에서 한국, 중국, 일본의 옷들을 섞어 입은 '그'의 기이한 차림새와 그의 수다스러운 성격에 그를 꺼려한다. '그'는 '나'에게 말을 건네고 몇 차례의 대화 끝에 '그'가 온 곳을 묻는다. '그'는 고향에서 왔다고 말한다.
그의 고향은 대구에서 멀지 않은 K촌 H란 마을이었다. 그곳 주민들은 역둔토를 파먹고 살았다. 평화로웠던 농촌은 세상이 바뀌자 땅을 모두 동양척식회사에 빼앗기고 만다. 주민들은 소작료를 바치며 농사를 지었으나 중간 소작인에게 곡식을 뺏기고 나면 남은 것은 3할이 채 되지 않았다. 살기 힘들어하던 '그'의 가족은 서간도로 이사를 가게 된다. 그때가 '그'가 열일곱이었던 9년 전이다. 서간도의 좋은 땅은 다른 사람들이 모두 차지한 상황이었고 '그'는 그곳에서 모든 가족 잃게 된다.
일본으로 넘어가 탄광, 철공장 등을 다니다가 고향으로 돌아간 '그'는 폐농이 되어버린 고향의 모습을 보게 된다. '그'는 우연히 혼인 이야기가 있던 여자를 만나게 되었는데, 그녀는 유곽에 팔린 후 암에 걸려 산송장이 되어 주인이 놓아주게 된 것이었다. '그'의 이야기를 들은 '나'는 그와 술을 마시고 노래 한 곡을 부른다.

## 주제와 분석
이 작품은 식민지 상태였던 당시의 사회를 비판한다. '그'는 기모노를 두르고, 그 안에는 저고리를 입고, 아랫도리에 중국식 바지를 입고 있다. 3국의 옷차림을 모두 입은 모습은 중국과 일본을 떠돌아다니며 살던 '그'의 삶을 표현한다. 이 차림은 주변 강국, 특히 일본의 침략과 지배를 의미하기도 한다.
작품은 일제의 침략과 수탈 정책이 조선의 민중에게 미친 영향을 보여준다. 일제는 1910년부터 1918년까지 조선 토지 조사 사업을 벌여 일본인 정착을 위한 토지 확보를 하는 것과 동시에 수탈의 토대를 마련하는 일 등을 했다. 그 결과, 토지를 소유했던 농민들이 토지에 대한 권리를 잃고 영세소작인 또는 화전민·자유노동자로 전락했다. 작품 내에서도 농민들이 땅을 동양척식주식회사에 빼았기고 가혹한 소작료로 인해 유랑민이 되어 여러 지역을 떠돌게 된다. "음산하고 비참한 조선의 얼굴"로 묘사되는 '그'의 모습은 이러한 조선 민중의 전형적 모습이다. 또한 황폐화된 농촌도 식민지 조선의 모습을 보여준다. 마지막을 장식하는 노래는 이러한 수난을 단적으로 제시한다. 〈고향〉은 이러한 일제의 침략과 수탈, 그로 인한 비참한 민중들의 현실을 1인칭 관찰자 시점으로 제시하며 부정적 현실에 대한 작가의 비판의식을 드러낸다.